# Atletismo nos Jogos Pan-Americanos de 1975 - Lançamento de disco feminino
A prova do lançamento de disco feminino nos Jogos Pan-Americanos de 1975 foi realizada na Cidade do México, México.

## Medalhistas
| Ouro                   | Prata                              | Bronze                |
| Carmen Romero CUB Cuba | Maria Cristina Betancourt CUB Cuba | Jane Haist CAN Canadá |

## Resultados
| Posição           | Nome                      | Nacionalidade      | Marca | Notas |
| ----------------- | ------------------------- | ------------------ | ----- | ----- |
| Medalha de ouro   | Carmen Romero             | CUB Cuba           | 60.16 |       |
| Medalha de prata  | Maria Cristina Betancourt | CUB Cuba           | 58.52 |       |
| Medalha de bronze | Jane Haist                | CAN Canadá         | 53.12 |       |
| 4                 | Lucette Moreau            | CAN Canadá         | 52.16 |       |
| 5                 | Jan Svendsen              | USA Estados Unidos | 48.94 |       |
| 6                 | Odette Domingues          | BRA Brasil         | 47.76 |       |
| 7                 | Maria Boso                | BRA Brasil         | 45.08 |       |
| 8                 | Terri Sabol               | USA Estados Unidos | 43.86 |       |